# Jean Henri Couget
Jean Henri Couget est un homme politique français né à Luz (Hautes-Pyrénées) le 20 octobre 1758 et mort à Pau le 6 avril 1838.
Juge au tribunal de district de Lourdes, il est députés des Hautes-Pyrénées de 1791 à 1792, siégeant dans la majorité.